# Karel Jiráček
Karel Jiráček, uměleckým jménem El-Car (15. července 1900, Smíchov (nyní Praha) – 17. května 1989, Praha) byl český spisovatel, textař, ochotnický divadelní režisér a dělnický divadelník. Pseudonym El-Car byl přesmyčkou jeho křestního jména Karel.

## Život

### Mládí
Narodil se jako jediné dítě hostinského na Smíchově (později uváděn jako jirchář v Praze VIII.–Libni, 1862–1908) a jeho manželky Marie, rozené Motyčkové (*1865). Po smrti otce byla vdova se synem Karlem policejně hlášena v Nuslích.
Vyučil se truhlářem a již od dvacátých let 20. století se angažoval v levicovém hnutí. Patřil ke skupině dělnických divadelníků, sdružených ve Svazu DDOČ (Svaz dělnických divadelních ochotníků Československa), kde dále působili mj. Antonín Kurš, František Kubr, František Spitzer a Emanuel Famíra. V letech 1928–1938 působil ve vedení Svazu DDOČ. Přispíval také do deníku Rudý večerník.

### El-Carova parta
V roce 1928 založil v Nových Vysočanech a pak v letech 1929–1938 a 1945–1949 vedl soubor El-Carova parta, který agitoval ve prospěch Komunistické strany Československa. Soubor se zabýval malými agitačními formami, zpěvem, sborovou recitací a rytmodeklamacemi (sborová recitace s rytmickými pohyby. Zvláště po roce 1930 se skupina významně podílela na vývoji dělnického ochotnického divadla. Texty pro skupinu psal sám Jiráček. Skupina vystupovala na akcích Svazu DDOČ v Praze a cestovala i na venkov. Za války vystupovala El-Carova skupiny pod krycím názvem Dělnický spolek ochotnický Praha a Jiráček pod pseudonymem Jíra Ček. V Jiráčkově režii uvedl spolek za okupace např. hry J. K. Tyla (Ženská vojna, Čert na zemi) a V. K. Klicpery.
Činnost ukončila skupina v roce 1949 po odchodu jejího vedoucího do jiných funkcí.

## Účast na veřejných vystoupeních, výběr
- 1929 Za jednu ránu dvě (agitační revue), sál Lucerna
- 1929 Koks (satirická silvestrovská revue), sál Lucerna
- 1932 Tryzna LLL (tryzna za Lenina, Liebknechta a Luxemburgovou), sál Lucerna
- 1932 Večer březnových revolucí (agitační revue, El-Carova skupina předvedla montáž o výstavbě Stalingradského traktorového závodu)
- 1932 Dohnat a předehnat (agitační revue), režie František Spitzer
- 1932 Přátelská osada (opereta ze života sovětské mládeže)
- 1933 Marx měl přece pravdu, sál Lucerna, (v rámci revue El-Carova skupina předvedla pásmo „Pařížská komuna“)
- 1933 E. Famíra, El-Car: Leninova tryzna, Lidový dům na Vysočanech, režie Emanuel Famíra, hudba Vít Nejedlý
- 1936 37! Přesedat! (politický kabaret), Unitarie
- 1937 Miguel de Cervantes: Zázračné divadlo, karlínské Varieté (El-Carova skupina vystoupila společně se skupinou Mladí hejrupáci)

## Texty, výběr
- Kdyby (píseň)
- 1930 Nezaměstnaný zpívá (píseň na melodii Na tom pražském mostě)
- Episoda (text pro sborovou recitaci)
- Předvojenská výchova (píseň na melodii Tluče bubeníček)

## Vydáno na deskách Supraphon
- 1961 Z historie bojů české a slovenské dělnické třídy
- 1975 České revoluční písně
- 1982 Písničky a verše El Carovy party